# 無紙化

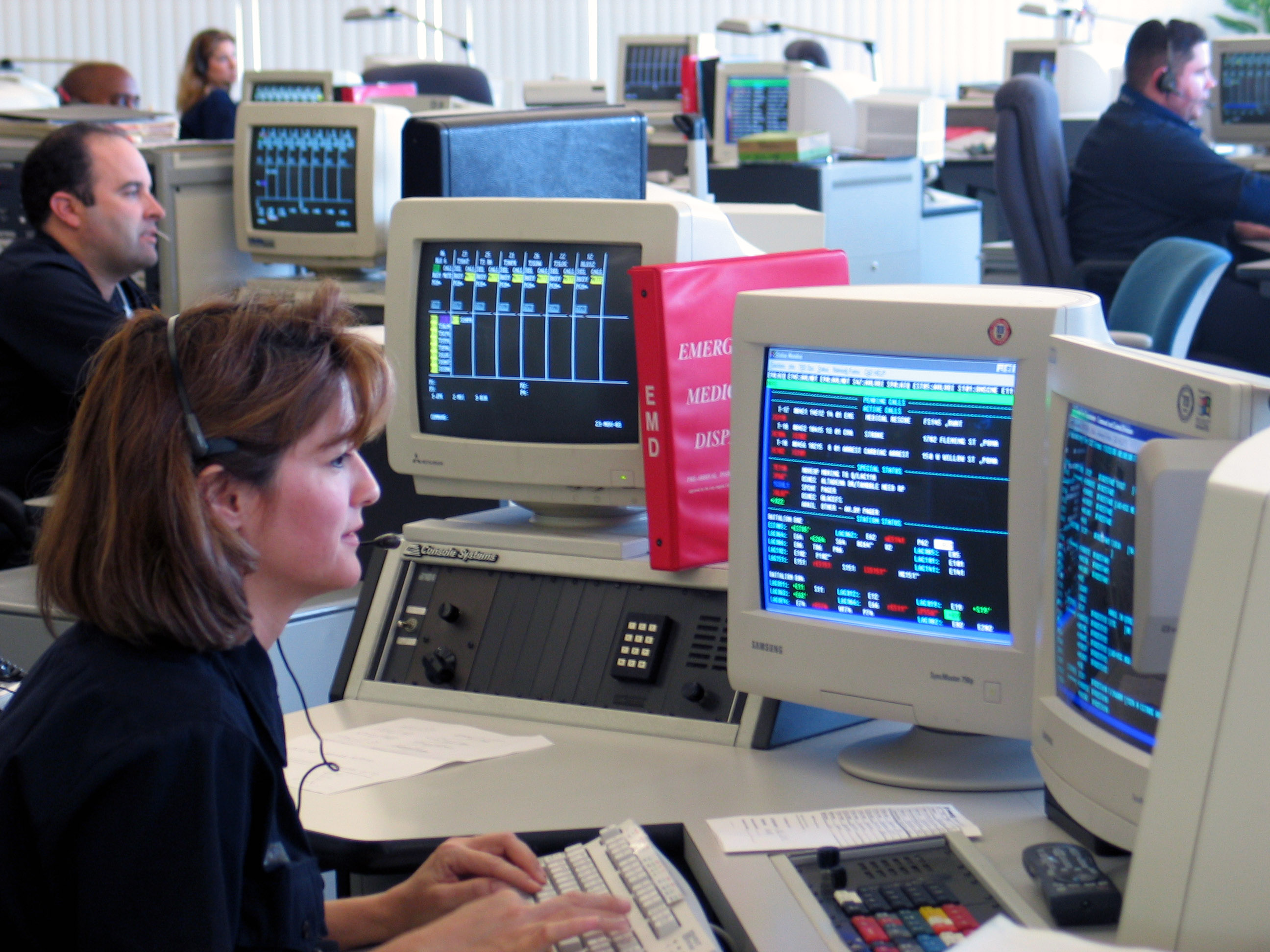
無紙化辦公室

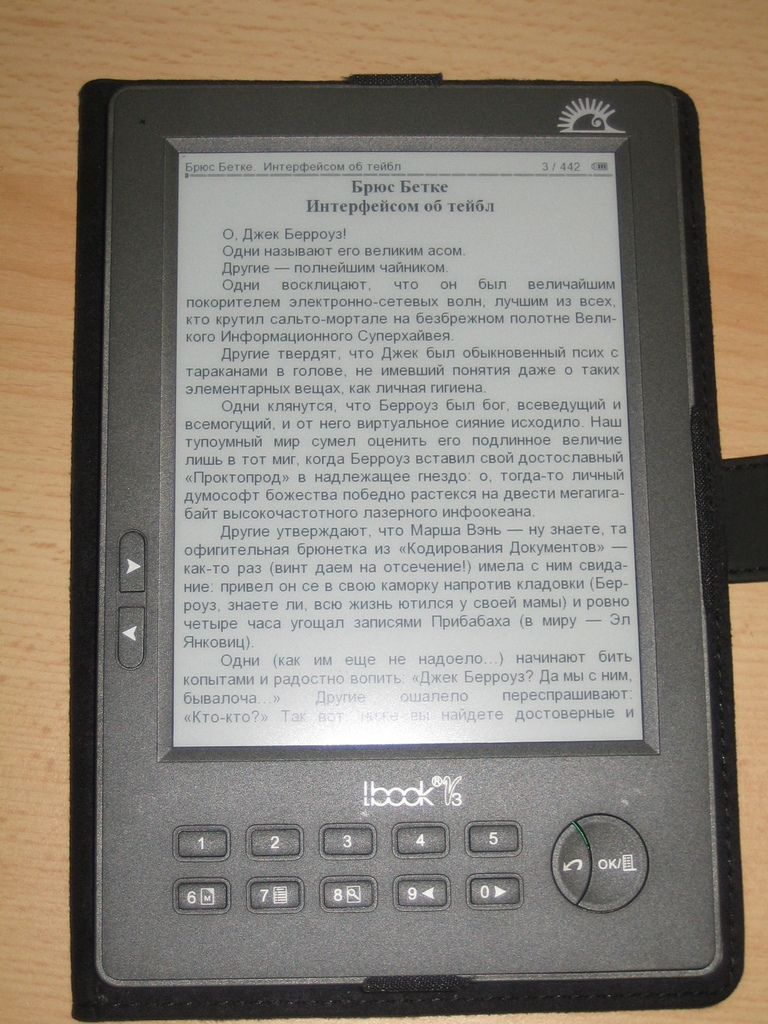
電子紙

無紙化是一個資訊革命，形式是避免使用紙張作為記錄及溝通的媒體。例如:
- 人際溝通無紙化：以電郵、短訊、上網討論區等，代替寫情信、家書、投訴信等。
- 辦公室無紙化：
  - 會計簿記：用SAP、MYOB等電腦會計軟件。
  - 電子紙或平板電腦的應用於資料呈現
  - 公文：用Word、PDF等電腦化，網絡傳遞，交到收信者處，待有必要才由讀者自費打印。
- 上市公司公告無紙化：上市不用出版紙本招股章程，愛護樹林。公司治理的公告，不必郵寄文件予個別股東，只要投資者自由在官方網頁收看特別公告便是。加速資訊傳播，改善公司透明度。

无纸化会议是指电子化移动式会议系统，硬件包括服务器、路由器、平板电脑等设备，软件包括会议系统软件。会议系统软件里面包含会议签到、会议信息查看、会议文档处理、投票表决等会议功能，以及同步演示、手写批注等功能。目前利用移动互联网技术实现无纸化会议，减少打印文件，避免浪费更多的纸张，保护环境。

## 外部連結
- 報業無紙化時代